# Ankarimbary
Ankarimbary est une commune rurale malgache située dans la partie sud-est de la région de Fitovinany.